# Lemberger Dialekt
Der Lemberger Dialekt (polnisch gwara lwowska; ukrainisch: львівська ґвара) ist eine lokale Varietät der polnischen und ukrainischen Sprache. Sie ist charakteristisch für die Einwohner der ehemals polnischen Stadt Lemberg (polnisch: Lwów, ukrainisch: Львів), die seit Ende des Zweiten Weltkriegs zur Ukraine gehört. Die Stadt war bis 1945 eine polnische Sprachinsel in vorwiegend ukrainischer Umgebung.

## Merkmale
Der Dialekt basiert auf einem Substrat der kleinpolnischen Dialektgruppe und wurde von meist lexikalen Anleihen aus anderen mitteleuropäischen Sprachen stark beeinflusst, hauptsächlich aus der deutschen und jiddischen Sprache, aber ebenso aus der tschechischen, ukrainischen und ungarischen Sprache. Es ähnelt dadurch subjektiv dem Wiener Dialekt. So ist beispielsweise der typische Lemberger Ausdruck Batiar (etwa „Lausbube“) eine Kopie des ungarischen Wortes Betyar. Der Dialekt ist eine der zwei Hauptquellen für „Galizismen“ in der Literatur der polnischen Hochsprache. Einige Wörter des Dialektes fanden den Einzug in das Vokabular der modernen polnischen Sprache. Zahlreiche andere Wörter wiederum wurden aus anderen regionalen und sozialen Sprachvarianten des Polnischen übernommen, insbesondere beim Gaunerdialekt Grypsera. Einige dieser Dialektmerkmale wurden von der modernen ukrainischen Sprache im heutigen Lemberg übernommen.

## Besonderheiten des Dialektes
Eine der Besonderheiten des landesweit bekannten Lemberger Dialektes war seine Beliebtheit in ganz Polen. Im Gegensatz zu vielen anderen Dialekten der polnischen Sprache wurde er von seinen Sprechern nicht als minderwertig gegenüber der polnischen Literatursprache angesehen und nicht als Sinnbild bescheidener Herkunft gedeutet. Deswegen wurde der Dialekt sowohl vom gemeinen Volk als auch von Universitätsprofessoren benutzt. Der Dialekt war auch einer der ersten polnischen Dialekte, die gründlich klassifiziert wurden und für die ein Wörterbuch veröffentlicht wurde. Die bekannteste Form des Lemberger Dialektes stellte Bałak dar, ein Soziolekt der Bürgerlichen, aber auch der Straßenrowdys und der jungen Leute.

## Geschichte
Der Lemberger Dialekt entstand im 19. Jahrhundert. Da Lemberg bis 1918 das österreichische Verwaltungszentrum von Galizien war, wurde der Dialekt außer von Österreichern auch durch die zahlreichen Beamten aus Prag und Budapest beeinflusst. In den 1920er und 1930er Jahren errang die Mundart große Anerkennung, die teilweise durch landesweite Popularität zahlreicher Künstler und Komiker, die den Dialekt benutzten, hervorgerufen wurde.
Darunter waren neben Marian Hemar auch die Rundfunkkomiker Kazimierz Wajda alias Szczepcio und Henryk Vogelfänger alias Tońcio. Die beiden zuletzt Genannten waren die Autoren der populären Sendung Wesoła lwowska fala („Die lustige Lemberger Welle“), die von 1933 bis 1939 wöchentlich von Polskie Radio in ganz Polen ausgestrahlt wurde.
1939 wurde die Stadt Lwów und das umliegende Kresy-Gebiet ein Teil der Sowjetunion. In der darauffolgenden turbulenten Dekade änderte sich die Struktur der Vorkriegsbevölkerung dramatisch. Der größte Teil der polnischen Einwohnerschaft wurde 1945–1946 ausgewiesen. Die gegenwärtige Sprache der polnischen Minderheit in Lemberg ähnelt noch dem Dialekt aus Vorkriegszeiten. Ebenso wird der Dialekt nach wie vor in Emigrantenkreisen kultiviert.
Es blieb dank zahlreicher Künstler und Schriftsteller wie Witold Szolginia, Adam Hollanek, Marian Hemar und Jerzy Janicki nicht nur ein Teil der Lemberger Populärkultur im Nachkriegs-Polen erhalten, sondern auch Teile der Sprache, die durch viele bedeutende Persönlichkeiten, die vor dem Krieg in Lemberg geboren sind, aufrechterhalten wird. Sprecher des Lemberger Dialektes findet man vor allem in den ehemals deutschen Städten Wrocław (Breslau N.S.) und Bytom (Beuthen O.S.), wo die Mehrheit der ausgewiesenen Lemberger nach dem Krieg angesiedelt wurde.
Der Lemberger Dialekt in der originalen Vorkriegsform überdauerte in zwei Tonfilmen mit Szczepcio und Tońcio:  Będzie lepiej („Es wird besser werden“ von 1936) und Włóczęgi („Die Vagabunden“ von 1939).

### Polnische Sprachinsel
Die geschlossene, polnische Sprachinsel umfasste vor dem Zweiten Weltkrieg außer der Stadt etwas 40 bis 50 Gemeinden: Bilohorschtscha (Biłohorszcze), Brjuchowytschi (Brzuchowice), Tschyschky (Czyszki), Dawydiw (Dawidów), Dubljany (Dublany), Hlynna (Glinna), Hodowyzja (Hodowica), Holosko (Hołosko Małe***, Hołosko Wielkie), Hontschary (Gańczary), Kamjanopil (Kamienopol)*, Klepariw (Kleparów)***, Koselnyky (Kozielniki), Krotoschyn (Krotoszyn), Welyki Krywtschyzi (Krzywczyce)**, Kulparkiw (Kulparków)***, Malechiw (Malechów)**, Maletschkowytschi (Maliczkowice), Myljatytschi (Milatycze)*, Nahorjany (Nagórzany), Nawarija (Nawarya), Passiky-Subryzki (Pasieki Zubrzyckie), Jampil (Prusy), Pustomyty**, Rjasne (Rzęsna Polska), Rudne (Rudno)**, Semeniwka (Siemianówka), Sychiw (Sichów), Sokilniky (Sokolniki), Stare Selo (Stare Sioło), Syhniwka (Sygniówka)***, Towschtschiw (Tołszczów)*, Wowkiw (Wołków), Wolja-Homulezka (Wulka Hamulecka), Sahirja (Zagórze)*, Samarstyniw (Zamarstynów)***, Sbojischtscha (Zboiska)**, Symna Woda (Zimna Woda), Cholodnowidka (Zimna Wodka), Snesinnja (Zniesienie)***, Wynnytschky (Winniczki), Wynnyky (Winniki), Subra (Zubrza), Hamalijiwka (Żydatycze)*.
* – nach Kubijowytsch von ukrainischsprachigen Lateinern (Römisch-katholiken) bewohnt; ** – widersprüchliche Volkszählungsergebnisse; *** – 1931 in die Stadt eingemeindet.
Borschtschowytschi (Barszczowice), Nyschnja Bilka (Biłka Królewska), Werchnja Bilka (Biłka Szlachecka) (bzw. auch mit der polnischsprachigen Schtetl Nowyj Jarytschiw (Jaryczów Nowy), oder Suchoritschtschja (Zuchorzyce) und Schurawnyky (Żurawniki)) machten eine kleinere Sprachinsel aus.